# 사과주

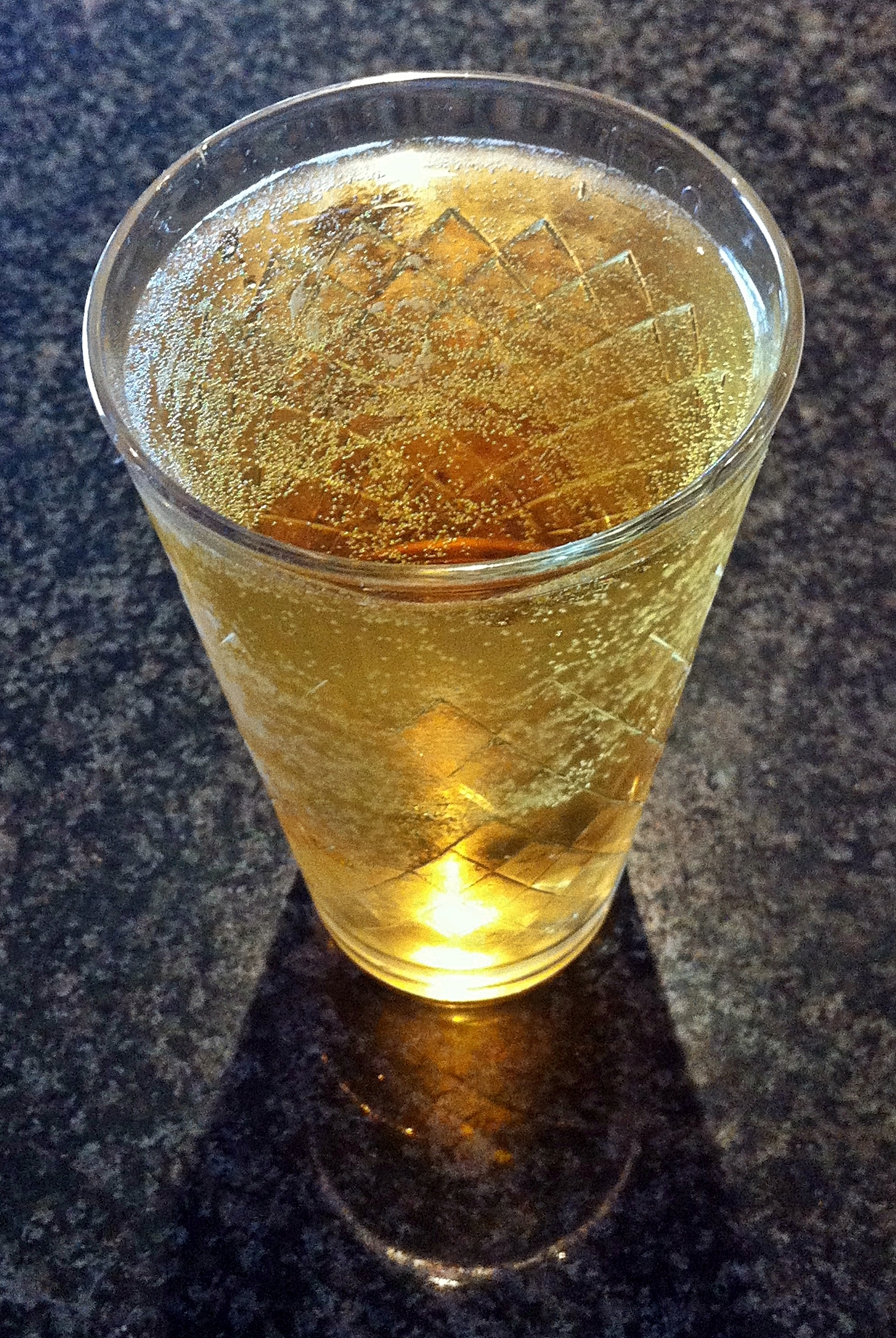
사과주

사과주(沙果酒·砂果酒, 영어: cider 사이더[*], 프랑스어: cidre 시드르[*], 스페인어: cidra 시드라[*])는 사과 과즙을 발효시켜 만든 술이다. 나라와 지역별로 다양한 사과주가 존재하며 알콜 도수는 4%에서 8.5%까지 다양하며, 전통 방식의 영국 사과주는 그 이상의 것도 존재한다.

## 같이 보기
- 애플 사이더